# Никитченко Володимир Васильович
Володимир Васильович Ники́тченко (14 листопада 1933, Савинці — 31 жовтня 2014, Опішня) — український художник декоративно-ужиткового мистецтва, гончар; член Спілки радянських художників України з 1969 року. Заслужений майстер народної творчості УРСР з 1976 року.

## Біографія
Народився 14 листопада 1933 року у селі Савинцях (нині Миргородський район Полтавської області, Україна). Гончарної справи навчався в Опішні у майстрів: Василя Омеляненка, Явдохи Пошивайло, Івана Білика, Олександри Селюченко. Упродовж 1956—1995 років працював в Опішні на заводі «Художній керамік», входив до складу творчої лабораторії. 1975 року закінчив Миргородський керамічний технікум.
Мешкав в Опішні в будинку на вулиці Малобудищанській, № 7. Помер в Опішні 31 жовтня 2014 року.

## Творчість
Працював у галузі декоративно-ужиткового мистецтва (кераміка). Виготовляв декоративний посуд у вигляді тварин і птахів, куманці, вази, свічники, декоративні тарелі, тематичні композиції на етнографічні теми, ілюстрації до народних казок, творів класиків української літератури. Серед робіт: «Олень», «Лев» (обидва — 1960–1980-ті), «Баран» (1966; 1970–1980-ті), «Наталка Полтавка і Петро» (1969), «Кінь» (1970; 1988), «Козел», «Бик» (обидва — 1989).
Брав участь у міських, обласних, всеукраїнських, міжнародних (з 1960 року) та всесоюзних (з 1967 року) мистецьких виставках. 1983 року нагороджений бронзовою медаллю Виставки досягнень народного господарства.
Окремі вироби майстра зберігаються в Національному музеї-заповіднику українського гончарства в Опішні, Полтавському художньому музеї, Полтавському і Лубенському краєзнавчих музеях, Національному музеї українського народного декоративного мистецтва у Києві, Канівському історичному музеї.